# Joseph-Nicolas Robert-Fleury
Pour les articles homonymes, voir Robert et Fleury.
Joseph-Nicolas Robert-Fleury, né le 8 août 1797 à Cologne et mort le 5 mai 1890, au 3, rue Mazarine, dans le 6e arrondissement de Paris, est un peintre français, membre de l'Institut.
Il est le père du peintre Tony Robert-Fleury.

## Biographie

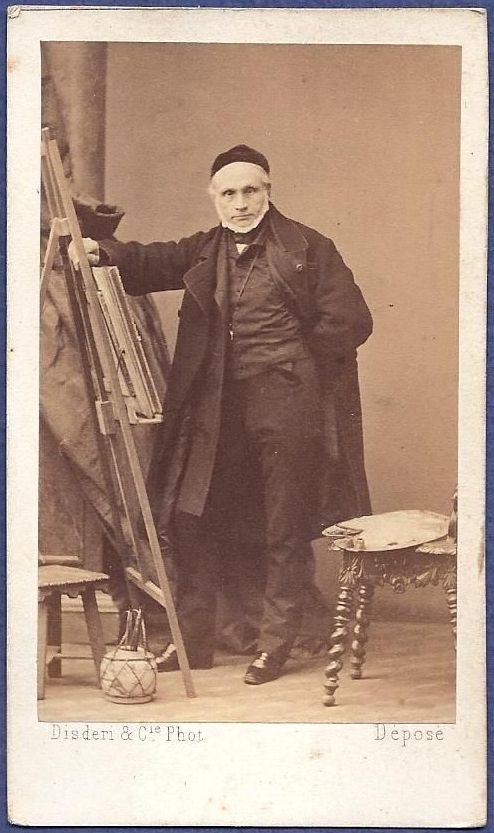
Robert Fleury photographié par Disdéri, années 1860.

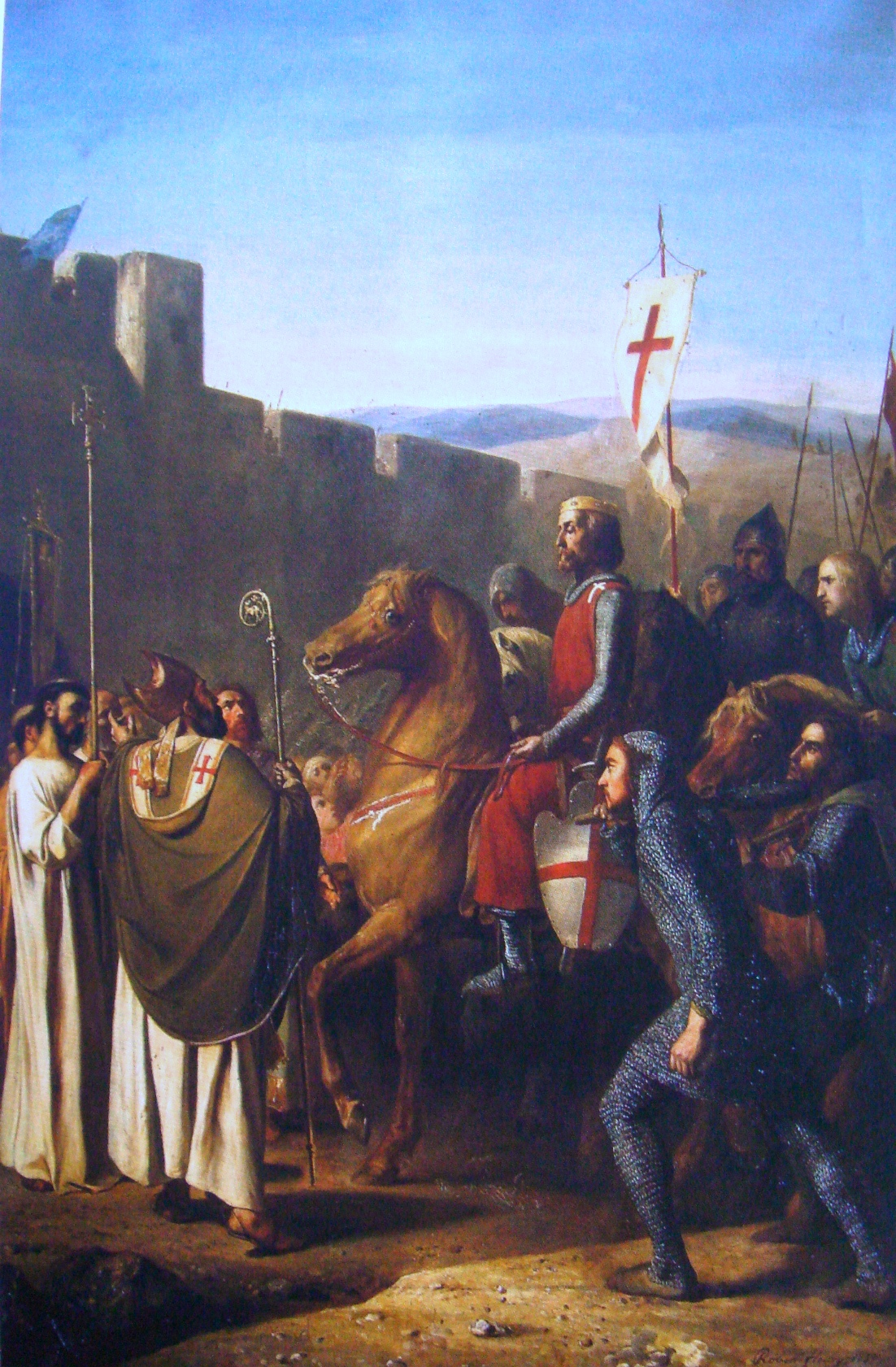
Baudouin s'empare de la ville d'Édesse, tableau au château de Versailles.

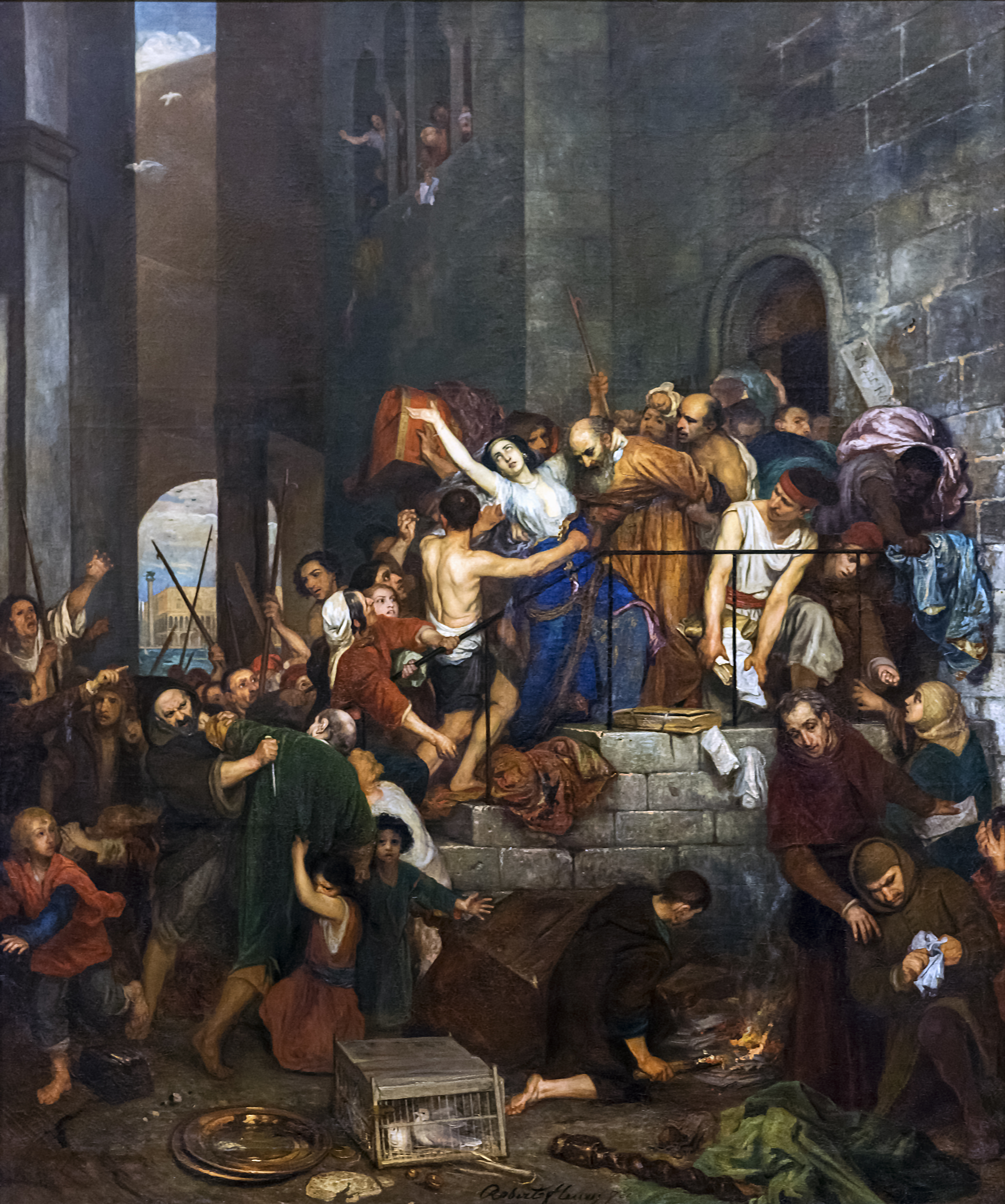
Pillage d'une maison dans la Giudecca de Venise au Moyen Âge 1851, musée des Augustins de Toulouse.

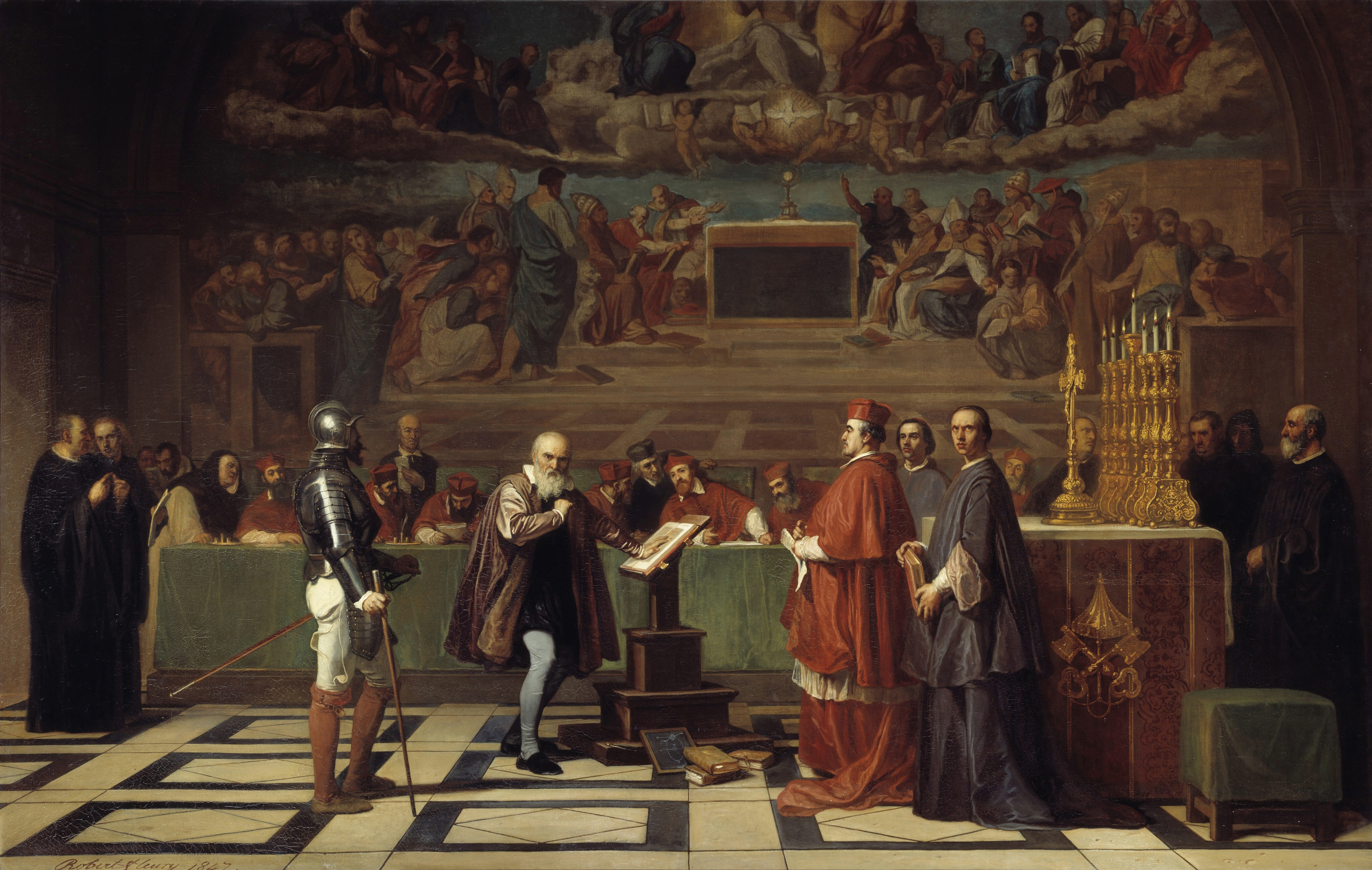
Galilée devant le Saint-Office au Vatican (1847), Paris, musée du Louvre.

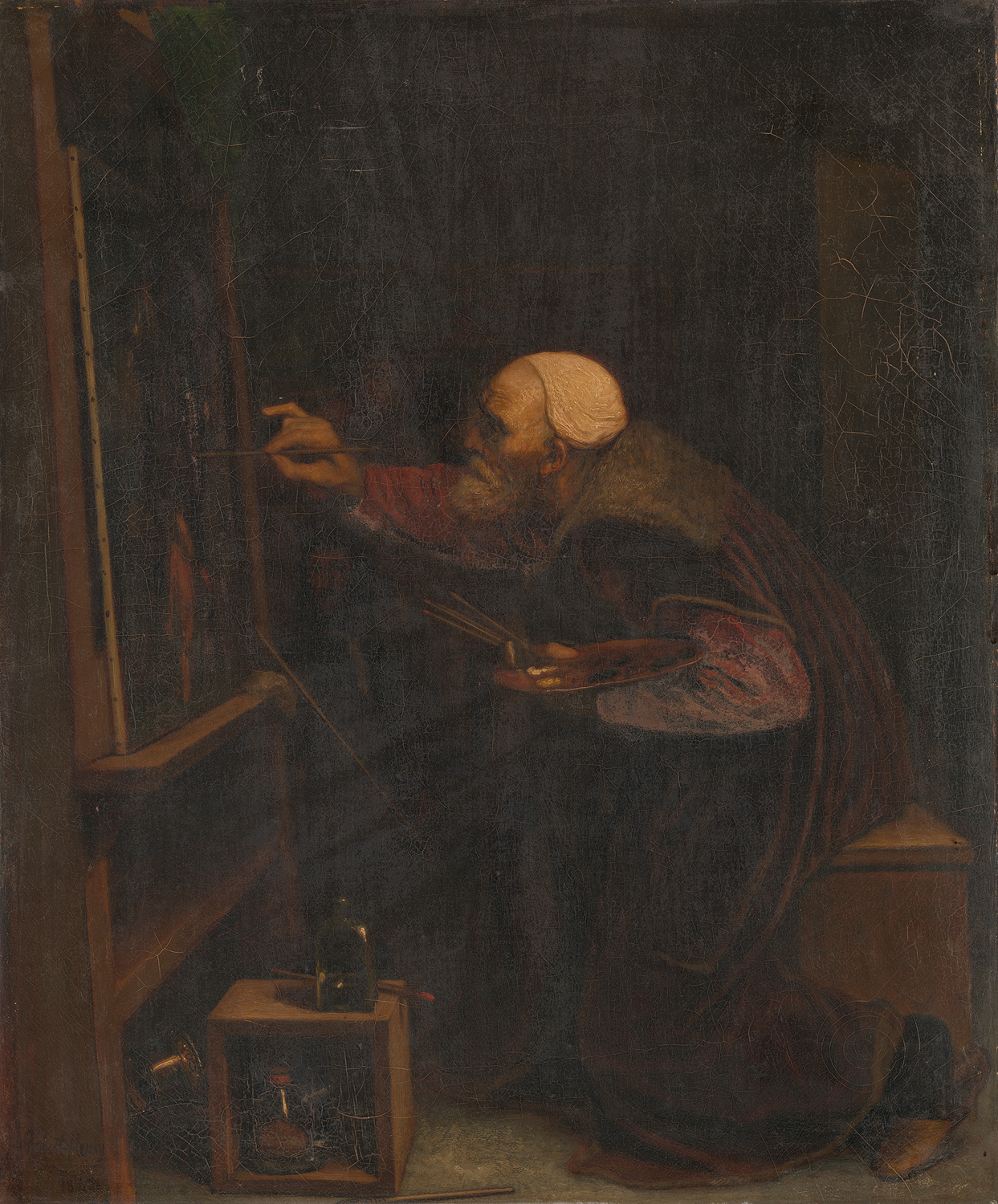
Titien exécutant sa dernière œuvre (1843), Amsterdam, Stedelijk Museum.

Joseph-Nicolas Robert-Fleury est le fils de Nicolas Fleury et de Joséphine Wasmerbarnar.
Envoyé par sa famille à Paris, il devient l’élève de Gros et, après s’être perfectionné en Italie, retourne en France et débute au Salon de Paris en 1824. Sa réputation ne s'établit cependant que trois ans plus tard lorsqu’il expose Le Tasse au couvent de Saint-Onophrius.
Peintre d'histoire doté d’un talent original vigoureux et d’une imagination vive, particulièrement pour les incidents tragiques de l’histoire, il acquiert bientôt la célébrité et, en 1850, succède à François Marius Granet à l’Académie des beaux-arts. En 1855, il est nommé professeur et, en 1863, directeur de l’École des beaux-arts de Paris. L’année suivante, il se rend à Rome, où, entre les directorats de Jean Alaux et d'Ernest Hébert, il sera directeur de l'Académie des beaux-arts pendant six mois, en 1866 et 1867. Il est élevé au rang de commandeur de la Légion d'honneur en 1867.
Il épousa vers 1835 Aimée Adélaïde Prévost dont il eut deux enfants : une fille, Louise-Joséphine, et un fils, Tony Robert-Fleury, qui fut également peintre et professeur de peinture.
Mort en mai 1890, Joseph-Nicolas Robert-Fleury est inhumé au cimetière du Père Lachaise, dans la 68e division. Si son fils Tony en peignit le portrait que conserve le château de Versailles, ses traits nous restent également fixés par un portrait que sculpta Jean-Pierre Dantan en 1855 et que conserve le Musée Carnavalet, par un autre que brossa Léon Bonnat en 1865 et que conserve le musée d'Orsay, par quatre portraits photographiques, l'un par Charles Reutlinger en 1860 que conserve la National Portrait Gallery de Londres, un deuxième par André Adolphe Eugène Disdéri que conserve le Metropolitan Museum of Art de New York, un troisième par Albert Goupil que conserve le musée des beaux-arts du Canada à Ottawa, un quatrième par René Dagron en 1880 que conserve la Bibliothèque nationale de France à Paris.
Depuis 1894, une rue du 15e arrondissement de Paris porte son nom.

## Distinctions
- Commandeur de la Légion d'honneur (1867)
- Chevalier de l'ordre de Léopold (Belgique, 1851)[8].

## Collections publiques[9]

### Dessins

#### France
- Henri IV mort transporté au Louvre après son assassinat, 14 mai 1610 (1890), musée des beaux-arts de Pau[10].
- Henri de Navarre enfant et son chien, musée des beaux-arts de Pau.
- L'Abjuration d'Henri IV à Saint-Denis (25 juillet 1593), musée des beaux-arts de Pau.
- Esquisse pour Le pillage d'une maison juive au Moyen Âge, Paris, musée du Louvre.

#### États-Unis
- Dessin au lavis, non titré (1842), musée des Beaux-Arts de Houston[11].

### Peintures

#### France
- Armand de Gontaut, baron de Biron, maréchal de France (1524-1592), musée du château de Versailles.
- Baudoin s’empare de la ville d’Édesse, 1097, musée du château de Versailles.
- Charles d'Albert, duc de Luynes, connétable de France (1578-1621), musée du château de Versailles.
- Christophe Colomb reçu à la cour d’Espagne (1847), Paris, musée du Louvre.
- Entrée triomphale de Clovis à Tours, 508 (1838), musée du château de Versailles.
- Étude de piéta, musée des beaux-arts de Rouen.
- Jeune femme à sa toilette, Montpellier, musée Fabre.
- Études de vieillard et de jeune fille, musée Magnin, Dijon[12].
- François de Bonne, duc de Lesdiguières, connétable de France (1543-1626), musée du château de Versailles.
- Galilée devant le Saint-Office au Vatican (Salon de 1847), Paris, musée du Louvre.
- Henri IV et Sully à l'Arsenal, musée des beaux-arts de Pau.
- Jane Shore, sorcière et adultère, poursuivie et maltraitée par la populace londonienne, château de Fontainebleau.
- Un cardinal, 1876, Beauvais, MUDO - Musée de l'Oise[13].
- Le Colloque de Poissy en 1561 (1840), Noyon, musée Jean-Calvin.
- Mariage de Napoléon III, château de Compiègne.
- Napoléon 1er promulguant le code du commerce, 1er janvier 1808, Tribunal de commerce de Paris.
- Napoléon III et l'impératrice Eugénie inaugurant le tribunal de Commerce à Paris, 1865, Tribunal de commerce de Paris.
- École juive (1850), musée d'art et d'histoire du judaïsme, Paris[14].
- Nicolas de Neufville, duc de Villeroy, maréchal de France (1598-1685), musée du château de Versailles.
- Philippe VI de Valois, roi de France (1293-1350), musée du château de Versailles (tableau interprété en gravure par Émile Giroux pour les Galeries historiques de Versailles de Charles Gavard).
- Pillage d'une maison dans le judecca de Venise au Moyen Âge, musée des Augustins de Toulouse.
- Portrait du duc d'Aumale à l'âge de neuf ans, Chantilly, musée Condé.
- Portrait du duc de Montpensier à l'âge de sept ans, Chantilly, musée Condé.
- Portrait de Benjamin Morel (1829), Dunkerque, musée des beaux-arts[15].
- Réception de Christophe Colomb par la cour d’Espagne à Barcelone, Paris, musée du Louvre.
- Saint Pierre délivré par un ange, musée des beaux-arts de Rouen.
- Scène de la saint-Barthélemy, assassinat de Briou, gouverneur du Prince de Conti, 24 août 1572, (1833), huile sur toile, 165 x 130 cm, Paris, musée du Louvre[16].
- Têtes de mouton ; étude, musée des beaux-arts de Rouen.
- Sujet tiré de la vie de Ribera, 1838, Langres, musée d'art et d'histoire[17].

#### Belgique
- Titien défunt exposé au palais Barberigo de Venise, Anvers, musée royal des beaux-arts[18].

#### Pays-Bas
- Titien exécutant sa dernière œuvre, 1843, Amsterdam, Stedelijk Museum.

#### Royaume-Uni
- Londres, Wallace Collection[19]
  - Le cardinal de Richelieu, 1831 et 1834,
  - Charles V au monastère San Jeronimo de Yuste, 1856, Londres, Wallace Collection. Au Salon de 1857, le tableau est ainsi commenté par Joseph-Nicolas Robert-Fleury : « Philippe II envoie à Charles Quint Ruy Gomez de Sylva, comte de Melio, pour le supplier de quitter la solitude du monastère, et réclame de lui des conseils dans la complication critique des affaires d'Espagne en 1587 »[20].

### Collections privées
- Une lecture chez Madame de Sévigné, 1833, New York, Sotheby's[21].

### Scénographie
- L'Île des pirates, ballet-pantomime en quatre actes, chorégraphie de Louis Henry, costumes de Joseph-Nicolas Robert-Fleury, Académie royale de musique Le Peletier, Paris, 1835[22].

## Galerie

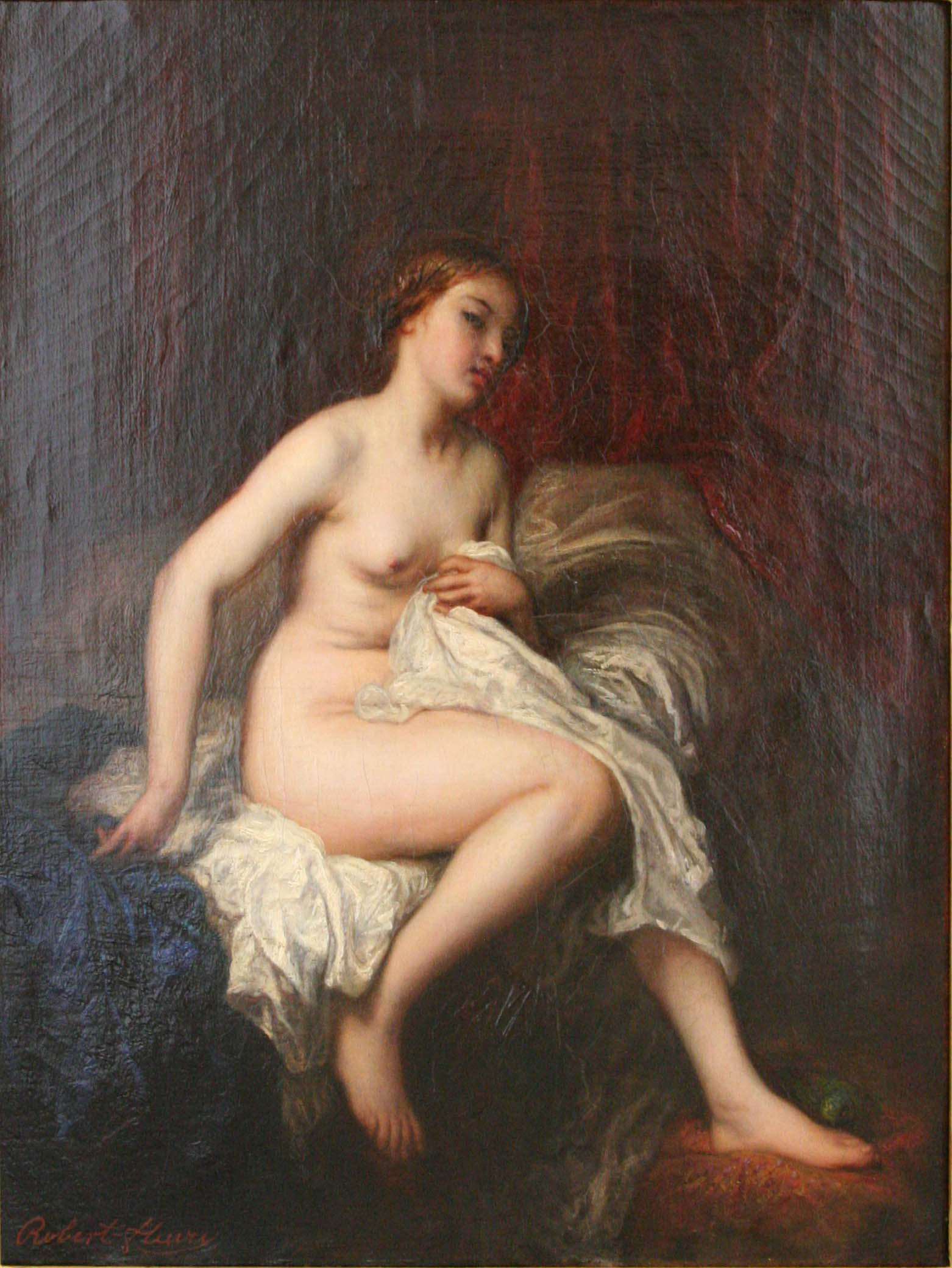
Jeune femme à sa toilette, 1824, Musée Fabre, Montpellier
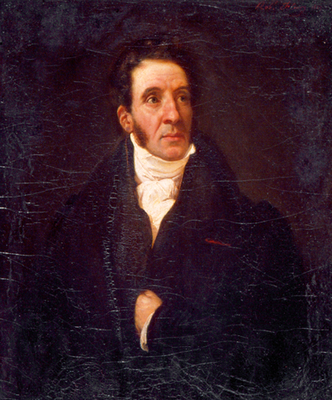
Benjamin Morel, 1829, musée des beaux-arts de Dunkerque
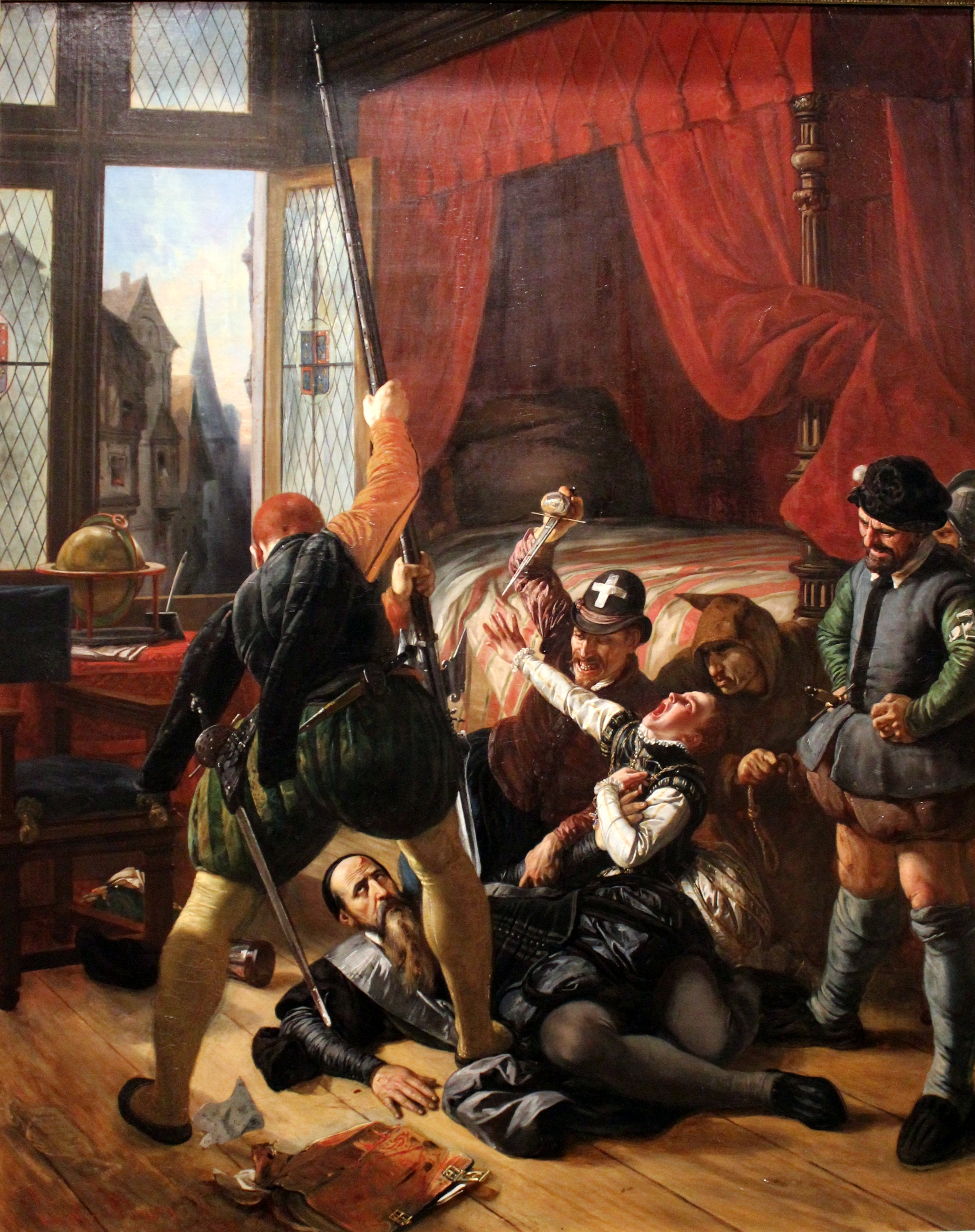
Scène de la saint-Barthélemy, assassinat de Briou, 1833, musée du Louvre
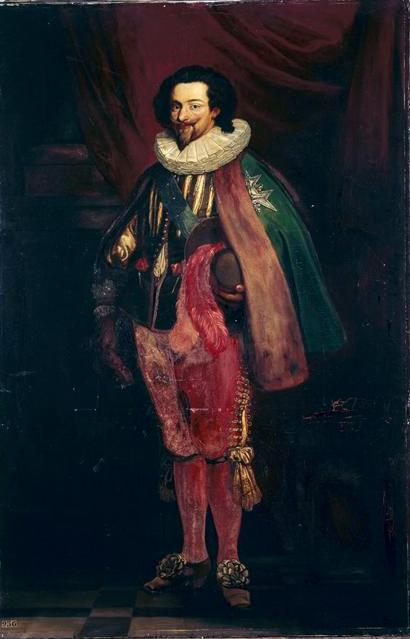
Charles d'Albert, duc de Luynes, 1834, château de Versailles
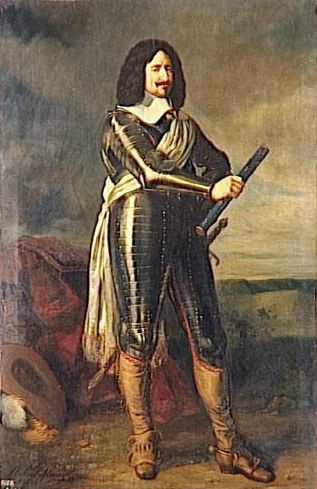
Nicolas V de Neufville de Villeroy, 1835, château de Versailles
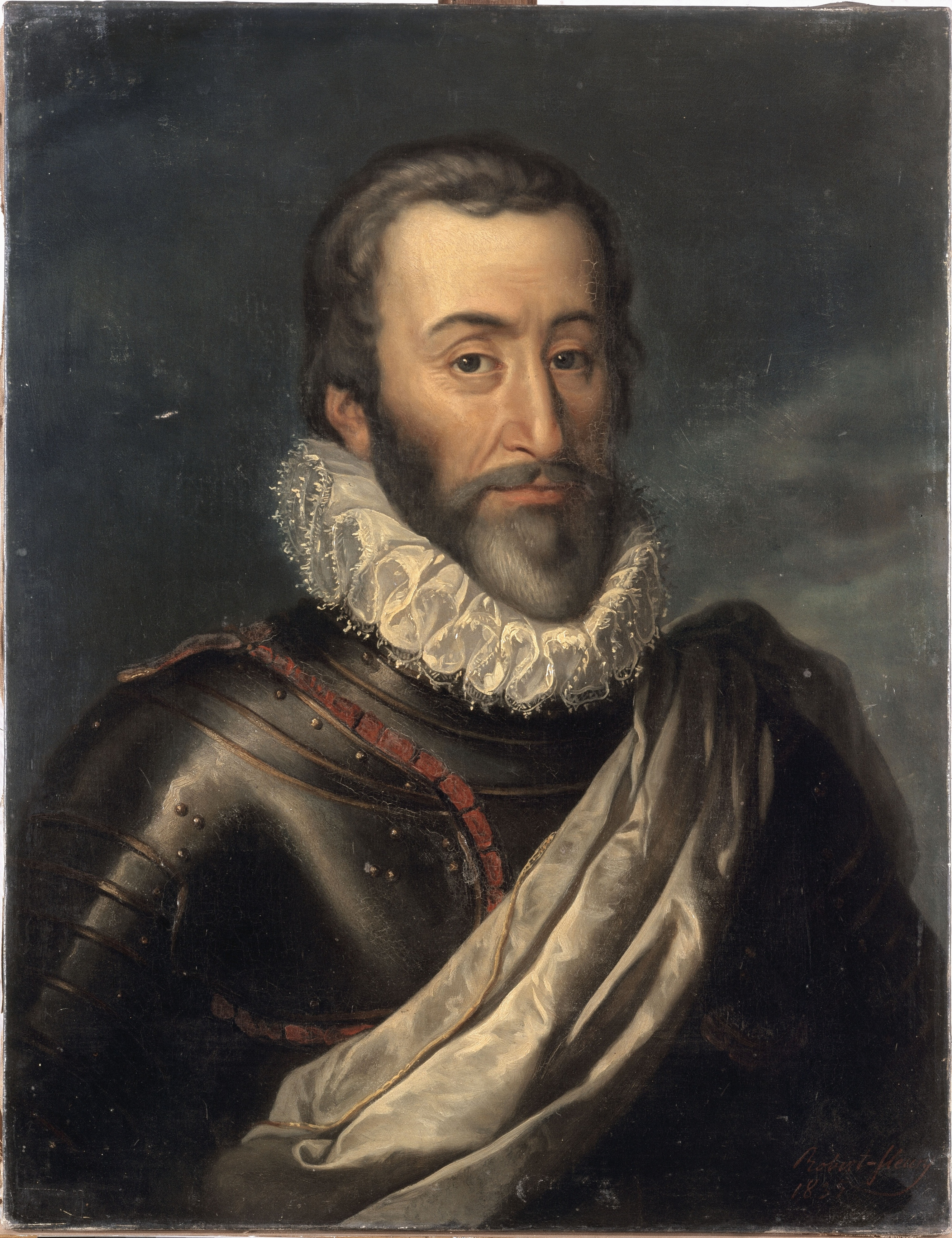
François de Bonne de Lesdiguières, 1835, château de Versailles
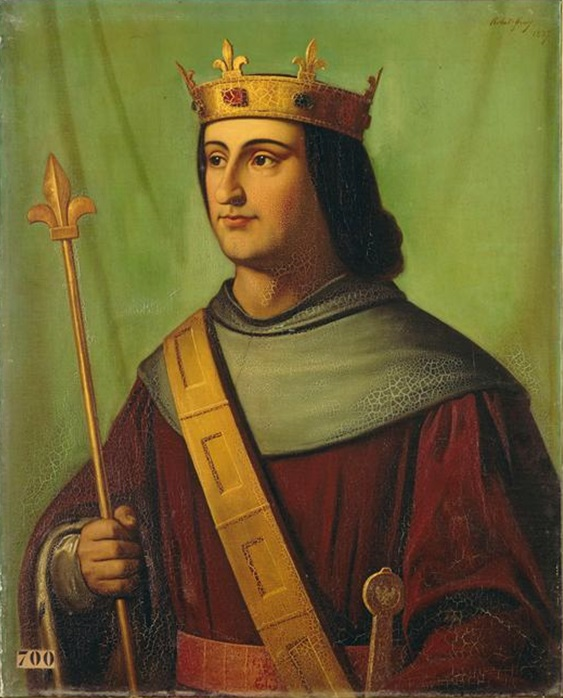
Philippe VI de Valois, 1837, château de Versailles

## Expositions
- L'invention du passé. Histoires de cœur et d'épée en Europe, 1802-1850, Musée des beaux-arts de Lyon, 2014.

## Interprétations de Robert-Fleury en gravures
- Philippe VI de Valois, gravure d'Émile Giroux pour les Galeries historiques de Versailles de Charles Gavard, 1845.
- Galatée au bain, gravure au pointillé d'A.B. Massol (?-1831), 1807.
- Benvenuto Cellini, eau-forte d'Alphonse-Charles Masson (1814-1898), 1887.
- La mort du vieillard (un exemplaire au Petit Palais, Paris) et Conseil de dix soldats à Venise, lithographies d'Adolphe Mouilleron (1820-1881).
- Les enfants de Louis XVI au Temple en 1793, gravure de Hippolyte Prudhomme (1793-1839).

## Réception critique
« On remarque avec justice que les toiles de Joseph-Nicolas Robert-Fleury, que tout le monde rangeait, il y a vingt ans, dans la peinture de genre, ont aujourd'hui dans nos expositions l'importance de tableaux d'histoire. Cependant, leurs dimensions sont toujours les mêmes ; mais le milieu où nous les voyons a changé. Elles disparaissaient autrefois parmi les grandes pages de figures historiques. Elles ressortent aujourd'hui dans cette foule de petits tableaux dont nous sonnes inondés. »

— Edmond About

« L'art de Joseph-Nicolas Robert-Fleury ressortit plus à la peinture de légende qu'à la peinture d'histoire. Nous rencontrons ici le style troubadour : le sombre Moyen Âge, l'Inquisition, les fastes de la Renaissance, Montaigne et Charles Quint se retrouvent pêle-mêle dans son œuvre d'une authenticité historique douteuse. Mais cette inspiration fidèle au mythe médiéval, alors en grande vogue, répertoire archéologique des plus fantaisistes, nous vaut des compositions bien échafaudées dans des gammes de tons chaleureuses. »

— Gérald Schurr

« Il fit partie du groupe romantique, mais son romantisme fut toujours d'une sagesse incapable d'effrayer le classicisme bourgeois. Il peignit des tableaux d'histoire comme Alexandre Dumas ou Victor Hugo faisaient des drames historiques, peinture et littérature toute de convention. »

— Dictionnaire Bénézit

## Élèves
- Célestin Allard-Cambray.
- Charles Louis Eugène Assezat de Bouteyre.
- Marie-Adélaïde Baubry-Vaillant.
- David Bles.
- Ralph Wormeley Curtis.
- Édouard Jean Conrad Hamman.
- Charles-Désiré Hue.
- Marguerite Jacquelin.
- Leon Kapliński.
- Tony Robert-Fleury.
- Gilbert de Séverac.
- Nelly Marandon de Montyel

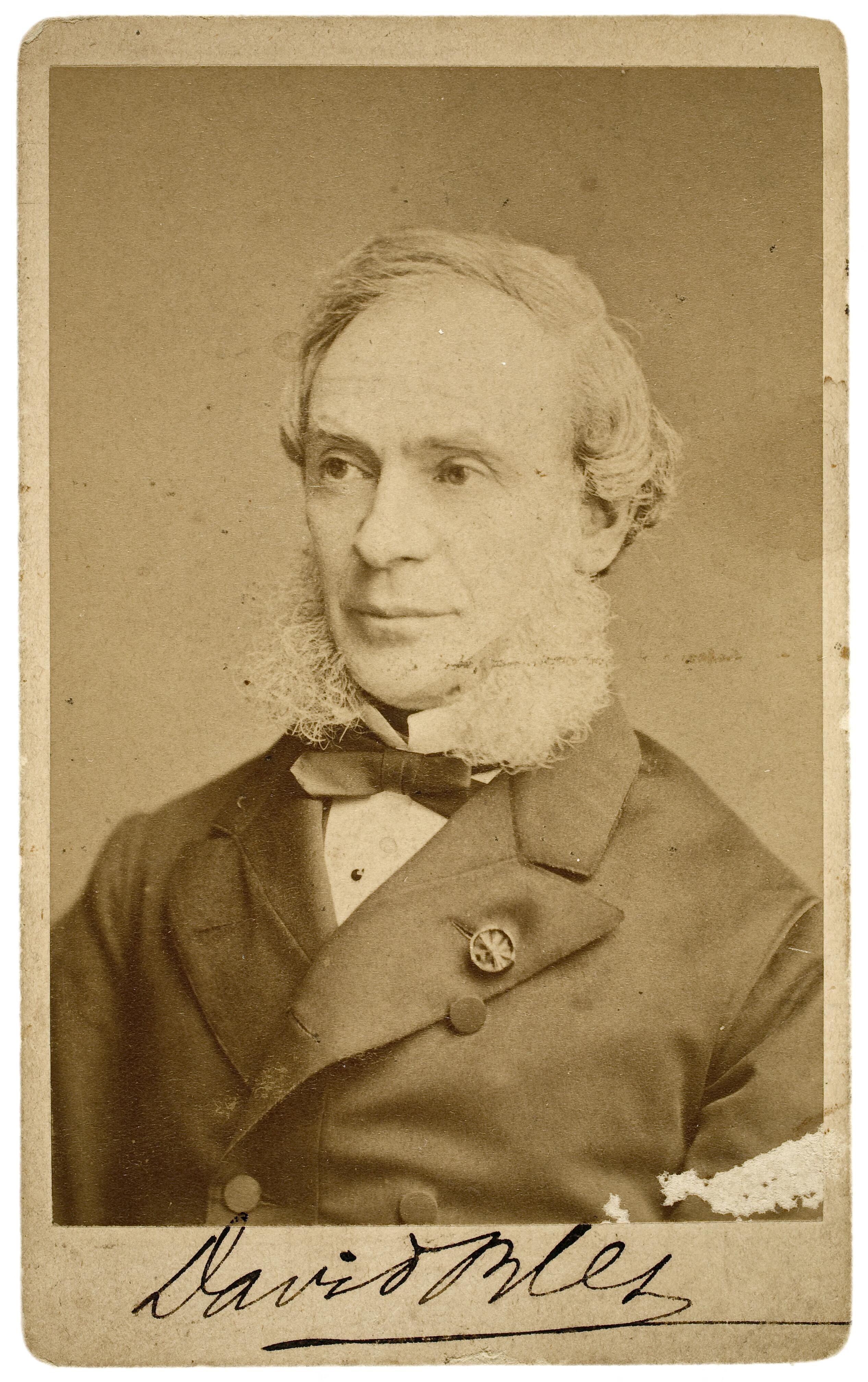
David Bles
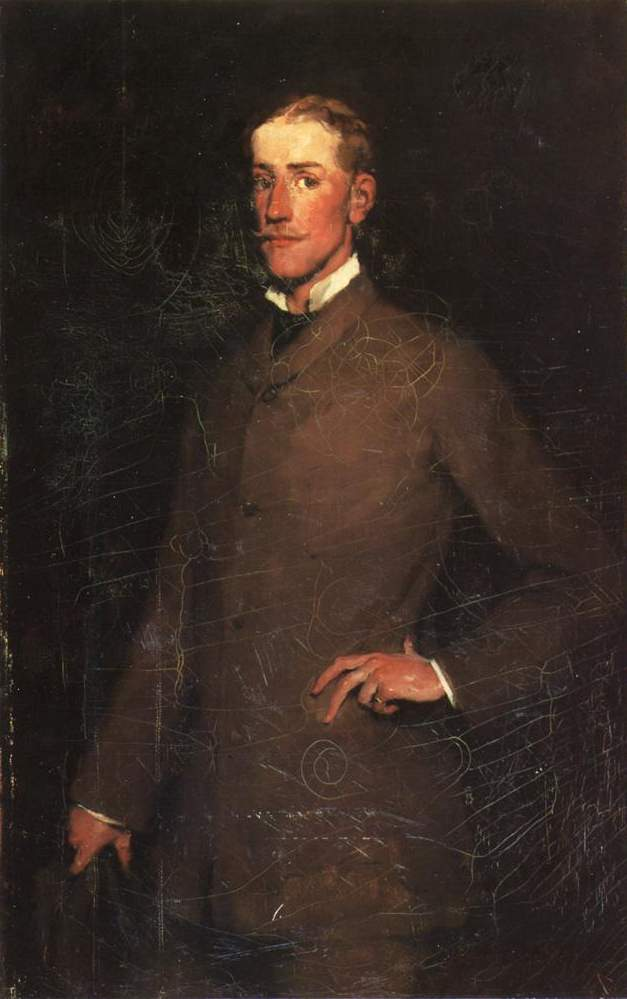
Ralph Wormeley Curtis
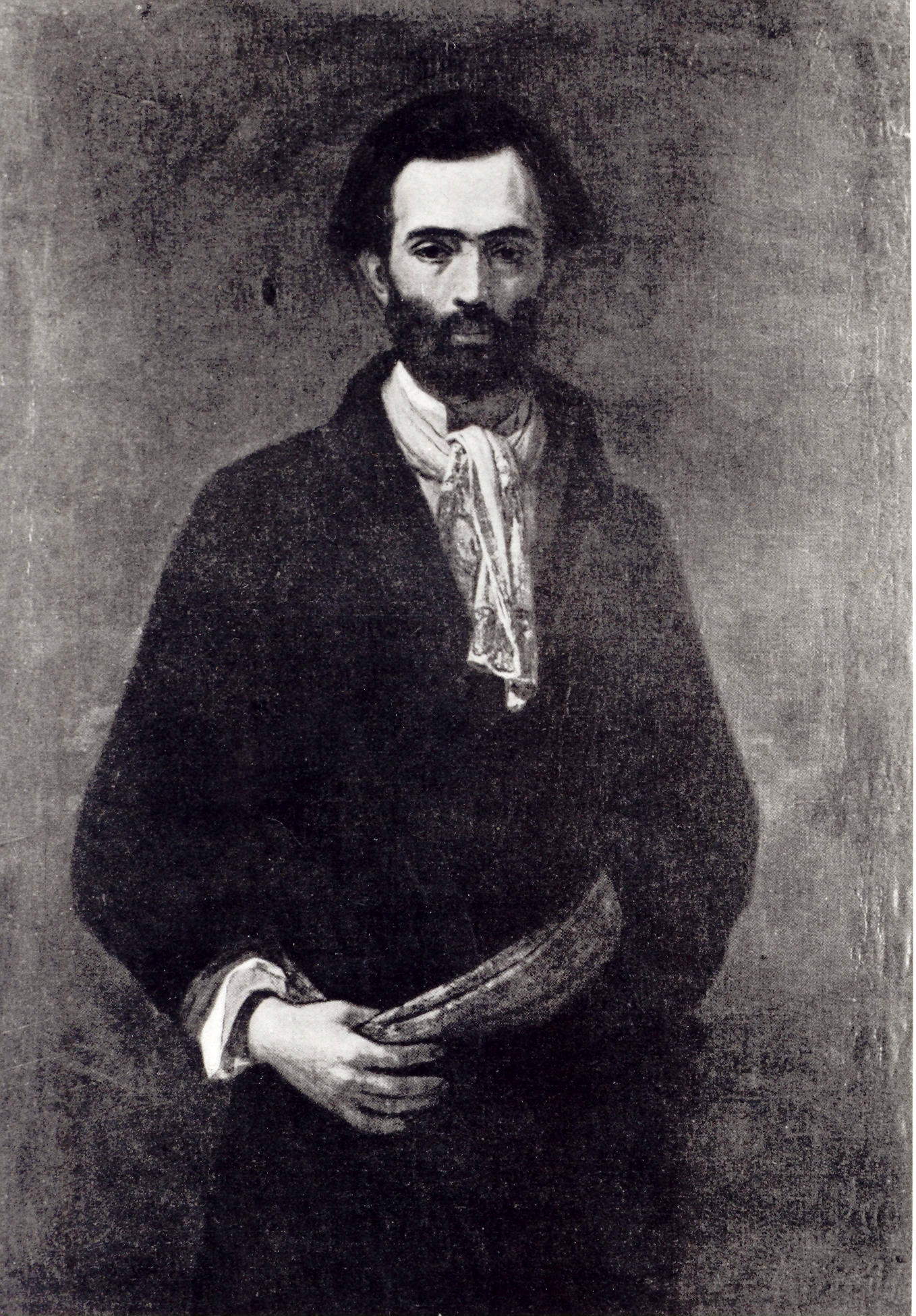
Leon Kapliński
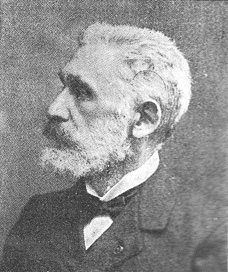
Tony Robert-Fleury